# Escudo de Vegas de Matute

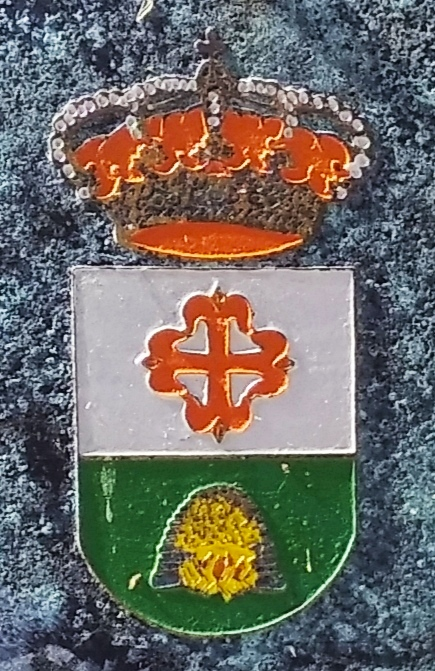
Escudo de Vegas de Matute en una placa informativa

El escudo de Vegas de Matute es uno de los símbolos de Vegas de Matute un municipio de la provincia de Segovia, comunidad autónoma de Castilla y León, en España.

## Oficialización
El escudo de Vegas de Matute fue oficializado el 27 de septiembre de 2010. Aunque este ya era usado con anterioridad por el ayuntamiento y otras instituciones tanto públicas como privadas.

## Significado
En base al estudio de investigación realizado se han diseñado el escudo y bandera municipales. El escudo de armas, ilustrado por Manuel Gómez Cía, está timbrado por la corona Real y en su cuerpo partido por un lado en la parte superior aparece la cruz de Calatrava, representando las armas de los Segovia sobre fondo azul celeste; y en la parte inferior, una representación de uno de los hornos de cal adaptado a la simbología heráldica, sobre el fondo verde. Por su parte la bandera es de color verde, distinguiendo el color predominante en el paisaje del término municipal, con asta rematada en pomo y situado en el centro el escudo municipal.